# Jarltech
Jarltech Group GmbH ist ein internationaler Mehrwertdienst-Distributor für Informations- und Kommunikationstechnologie mit Firmensitz in Usingen, Deutschland.

## Geschichte

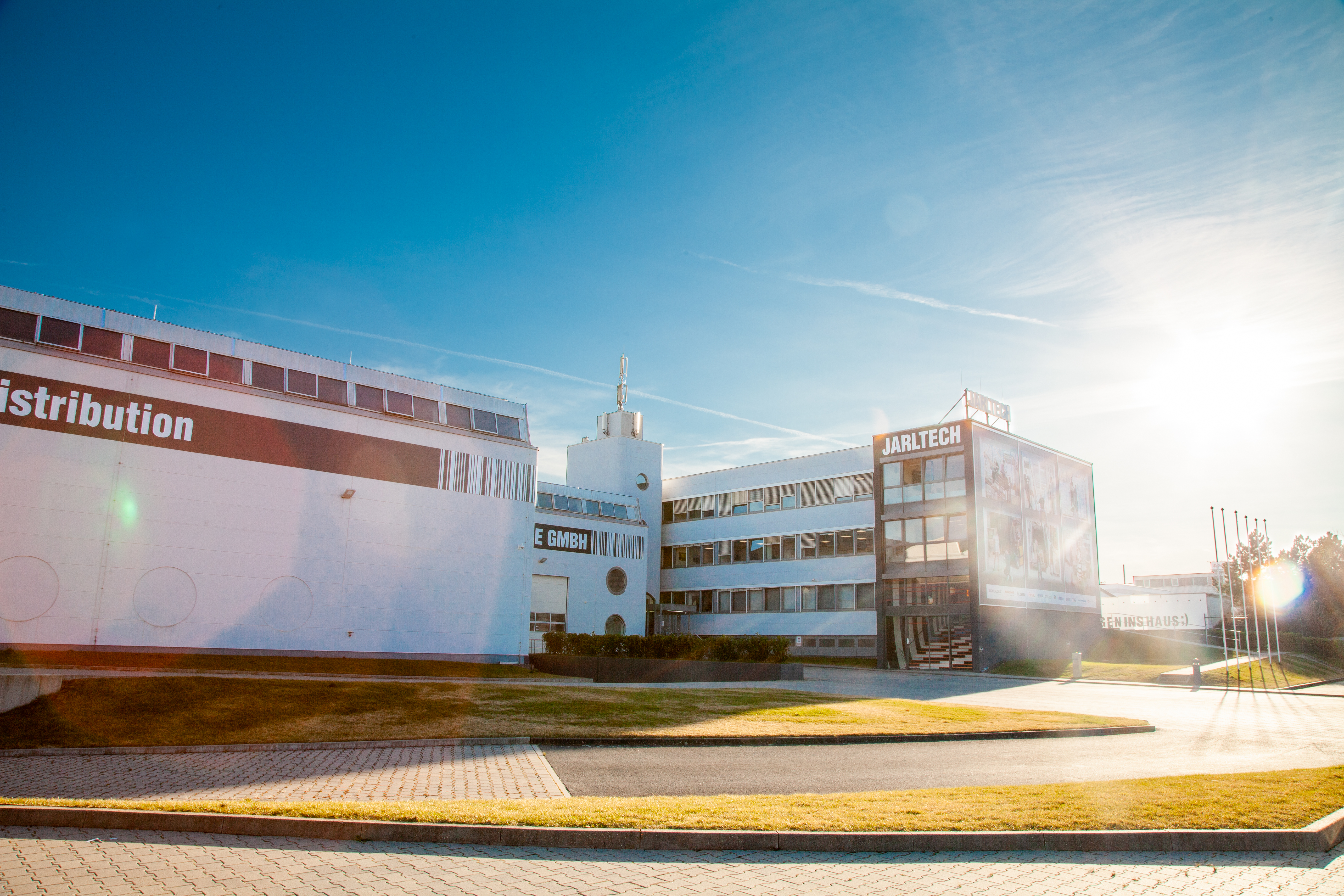
Jarltech-Hauptsitz in Usingen, Deutschland

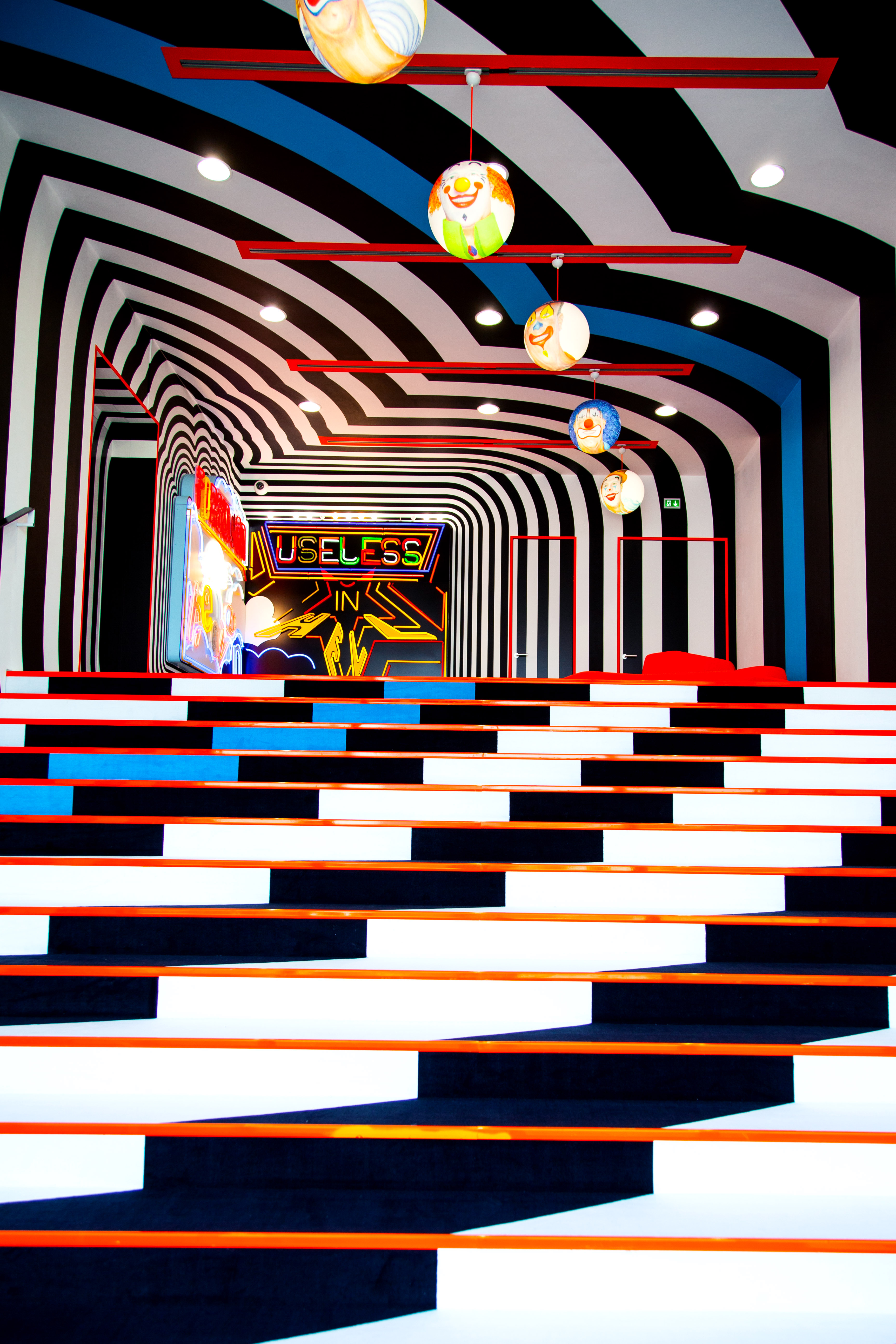
Eingangsbereich, von Tobias Rehberger entworfen

Jarltech wurde 1993 als S-Team Vertriebs GmbH von Ulrich Spranger gegründet und 1994 zur Jarltech Vertriebs-GmbH umbenannt. Zu dieser Zeit handelte sie vor allem mit Importware aus Asien. 1999 erfolgte die Umfirmierung zur Jarltech Europe GmbH, kurz darauf begann die Distribution mehrerer branchenführender Hersteller (Citizen, Datalogic, Epson, Honeywell, Zebra Technologies). Es folgte die Eröffnung mehrerer Vertriebsbüros in Europa sowie die Erweiterung des Produktportfolios.
2017 kaufte Jarltech das 2016 geschlossene Zumtobel-Werk in Usingen und zog 2018 nach Renovierungen dorthin um. Der neu gestaltete Empfangsbereich wurde von Tobias Rehberger als raumfüllendes Gesamtkonzept realisiert.

## Konzernstruktur
Alleiniger Gesellschafter und Geschäftsführer des Jarltech-Konzerns ist Ulrich Spranger. Die 2002 gegründete Jarltech Group GmbH ist die Muttergesellschaft des Konzerns und hält jeweils 100 % der Anteile ihrer Tochtergesellschaften, mit Ausnahme von Jarltech Gulf General Trading LLC, wo aufgrund von landesspezifischen Vorschriften 51 % von einem Treuhänder verwaltet werden.
Der Konzernabschluss umfasst die Einzelabschlüsse der folgenden Tochterunternehmen:
- Colormetrics GmbH (Deutschland)
- Jarltech Europe GmbH (Deutschland)
- Jarltech Gulf General Trading LLC (Vereinigte Arabische Emirate)
- Jarltech Group GmbH (Deutschland)
- Jarltech Rental Solutions GmbH (Deutschland)
- Jarltech (Shenzhen) Computer Systems Co. Ltd (China)